# Clytus balwanti
Clytus balwanti là một loài bọ cánh cứng trong họ Cerambycidae.